# Henoonia brittonii
Henoonia brittonii är en potatisväxtart som först beskrevs av John Kunkel Small, och fick sitt nu gällande namn av Monachino. Henoonia brittonii ingår i släktet Henoonia och familjen potatisväxter. Inga underarter finns listade i Catalogue of Life.